# Tribunal de Justiça do Estado do Piauí
O Tribunal de Justiça do Piauí (TJPI) é o órgão máximo do Poder judiciário do estado brasileiro do Piauí.

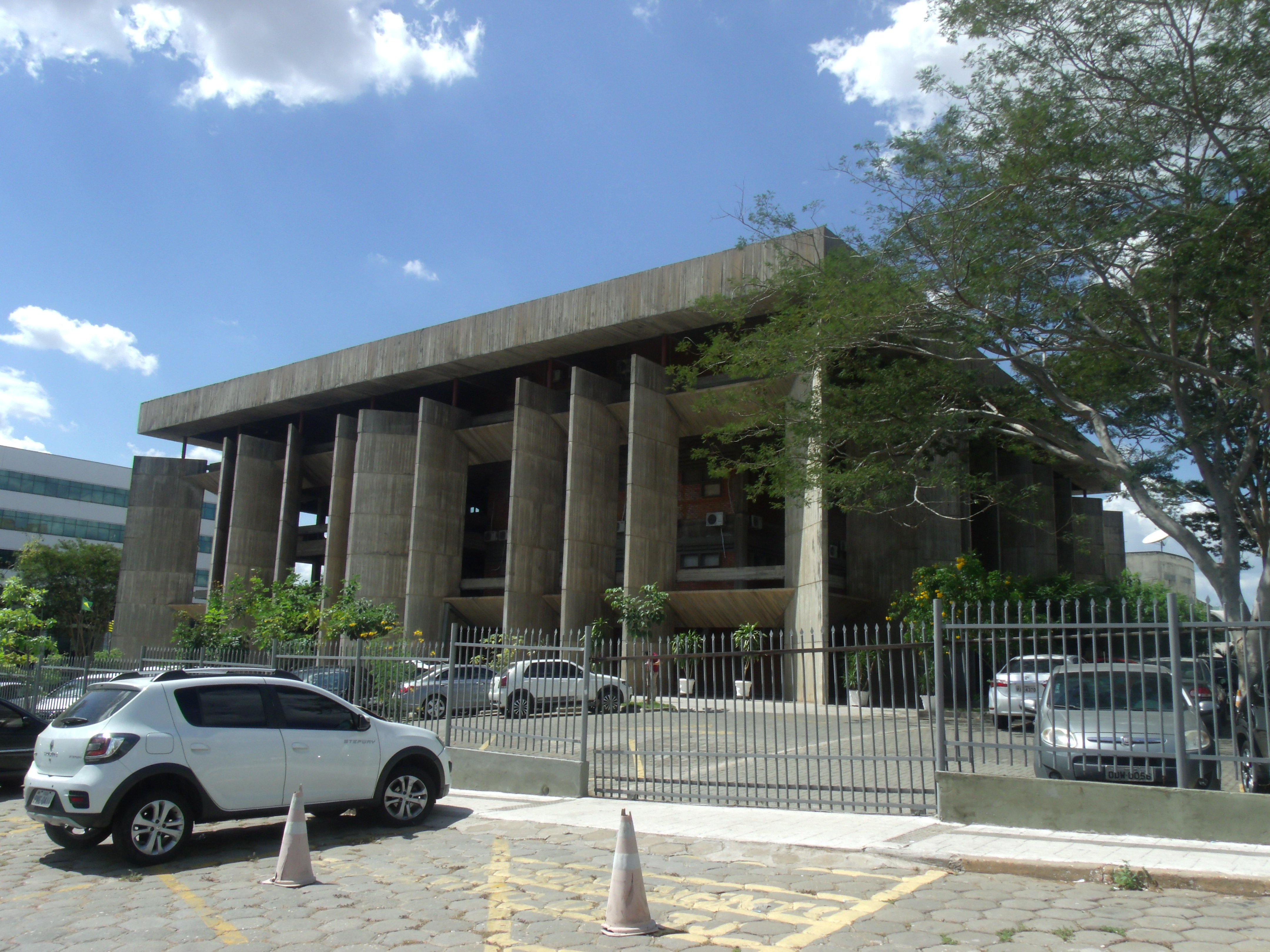
Palácio do Tribunal de Justiça do Piauí.

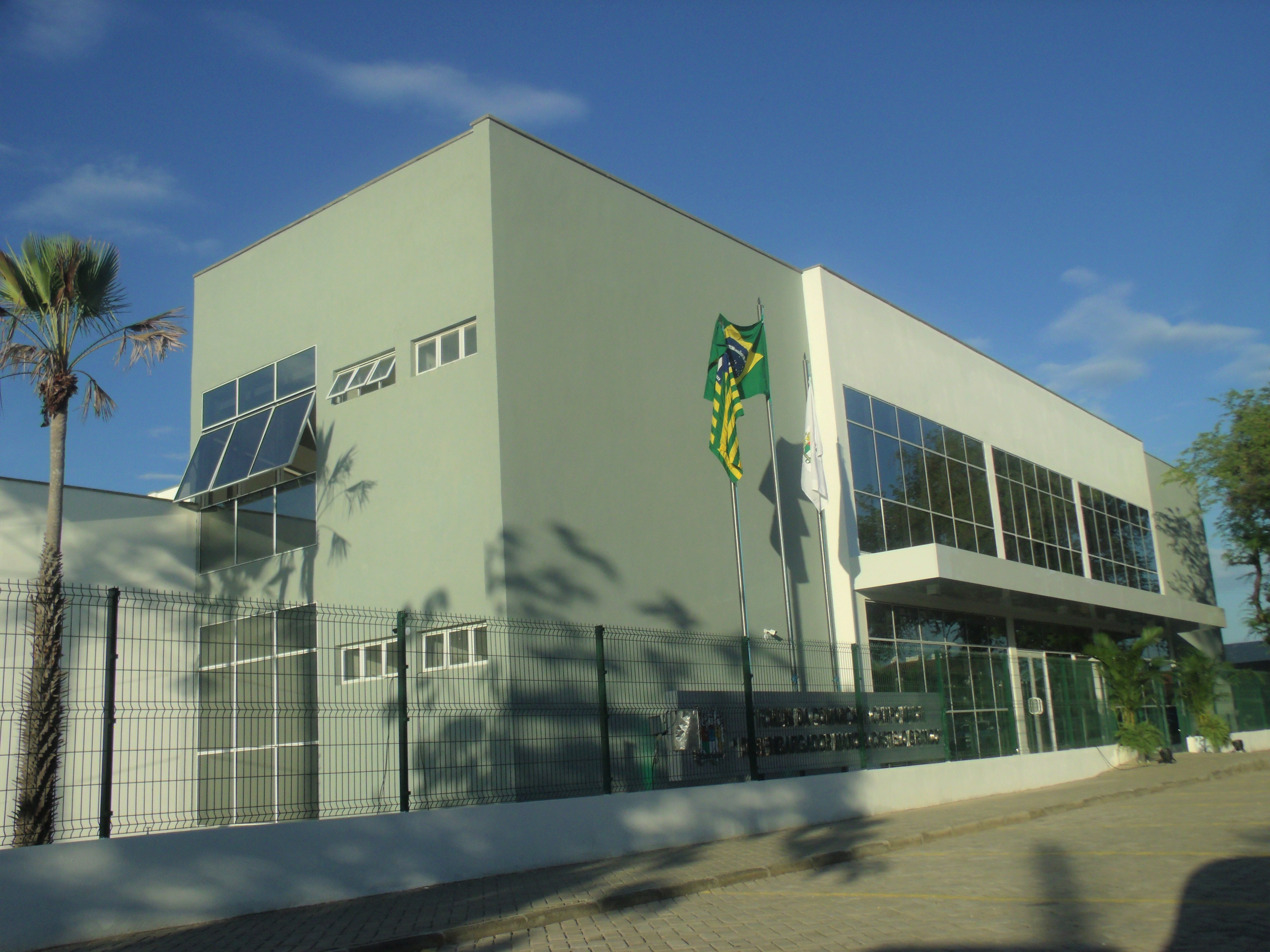
Fórum de Campo Maior.

## História
Historicamente sua origem remonta à comarca portuguesa do Piauí, criada por carta-régia de 18 de março de 1722. Com a lei 2.033, de 1871, a província do Piauí era subordinada ao Tribunal de Relação do Maranhão. Somente com a República, através do Decreto 1ª de 10 de junho de 1891, da lavra do Governador Gabriel Luís Ferreira, foi criado o atual TJPI. A sua instalação se deu em 1º de outubro de 1891, com a presidência de Helvídio Clementino de Aguiar. Inicialmente sua composição era de 5 desembargadores. Atualmente são 20.